# Geiløy
Geiløy est une île norvégienne dans le comté de Hordaland. Elle appartient administrativement à Kolbeinsvik.

## Géographie
Rocheuse et couverte d'une légère végétation de type arbuste, elle s'étend sur environ 600 m de longueur pour une largeur approximative de 287 m.